# Candé
Candé är en kommun i departementet Maine-et-Loire i regionen Pays de la Loire i nordvästra Frankrike. Kommunen ligger i kantonen Candé som tillhör arrondissementet Segré. År 2022 hade Candé 2 815 invånare.

## Befolkningsutveckling
Antalet invånare i kommunen Candé
| Referens: INSEE |